# Paralaksa (film)
Paralaksa – polska etiuda dokumentalna z 1976 roku w reżyserii Juliusza Machulskiego.

## Opis
Pracownicy zakładu pracy dzielą się swoimi spostrzeżeniami na temat roli młodych osób w funkcjonowaniu tegoż ośrodka.